# Franciszek Zwierzchowski

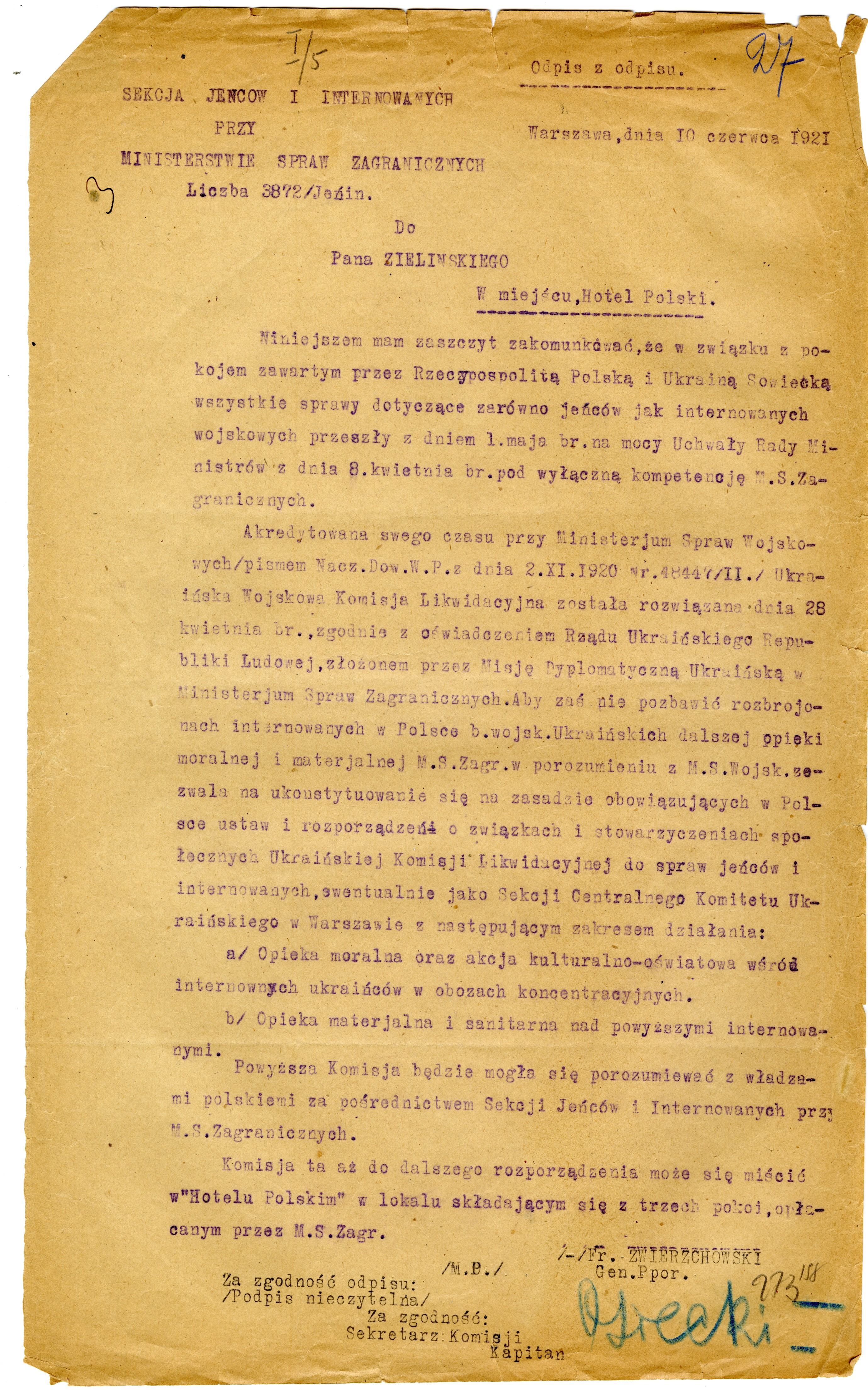
Raport Gen. Zwierzchowskiego na temat ukraińskich jeńców wojennych i internowanych udziałów z 1921 roku.

Franciszek Zwierzchowski (ur. 15 kwietnia 1873 w Sieniawie, powiat wasylkowski, gubernia kijowska, zm. 24 grudnia 1949 w Łodzi) – polski lekarz-stomatolog, komendant Oficerskiej Szkoły Sanitarnej w Warszawie oraz jeden z twórców i profesor Akademii Medycznej w Łodzi (kierownik Katedry Stomatologii Zachowawczej), generał brygady Wojska Polskiego.

## Życiorys
Urodził się w roku 1873 w guberni kijowskiej. Uczył się w gimnazjum klasycznym w Kijowie; egzamin dojrzałości zdał w roku 1891. W następnych latach: pracował jako chirurg w klinice prof. Ratimowa, od roku 1899 był asystentem w katedrze stomatologii w Instytucie Wielkiej Księżnej Heleny (ros. Клинический институт Великой княгини Елены Павловны), gdzie uzyskał doktorat, przebywał za granicą, a w latach 1902–1905 był docentem w klinice chirurgicznej Instytutu Medycznego dla Kobiet w Petersburgu.
Po wybuchu I wojny światowej, od sierpnia 1914 roku, jako oficer sztabowy Zarządu Wojskowo-Sanitarnego organizował specjalistyczne szpitale wojskowe dla chorych z urazami szczęki i przeprowadzał inspekcje tych szpitali. Od roku 1916 do wybuchu rewolucji lutowej pełnił funkcję komendanta takiego szpitala na froncie rumuńskim, a następnie został dyrektorem kliniki stomatologicznej w Wojskowej Akademii Medycznej w Petersburgu. Wiosną 1918 roku, po przewrocie październikowym, przyjechał do Polski
18 stycznia 1919 został przyjęty do Wojska Polskiego w stopniu pułkownika lekarza i mianowany komendantem Szpitala Zapasowego Nr 1 w Warszawie. 17 stycznia 1920 powierzono mu pełnienie obowiązków szefa Departamentu Sanitarnego M.S.Wojsk., a 20 lutego tego roku został mianowany przewodniczącym Przygotowawczej Subkomisji Weryfikacyjnej dla oficerów lekarzy, podlekarzy i oficerów sanitarnych. Naczelny Wódz, marszałek Józef Piłsudski dekretem L. 2171 z dnia 11 czerwca 1920 mianował go generałem podporucznikiem lekarzem. W następnym roku został zweryfikowany w stopniu generała brygady ze starszeństwem z 1 czerwca 1919 (w 1924 r. zajmował 39 lokatę). Po zatwierdzeniu na stanowisku, obowiązki szefa departamentu pełnił do stycznia 1924. Obowiązki szefa departamentu i przewodniczącego podkomisji weryfikacyjnej przyjął od gen. Zdzisława Hordyńskiego-Juchnowicza, a zdał gen. Antoniemu Religioniemu. Z dniem 20 stycznia 1924 mianowany I zastępcą szefa Administracji Armii. Z dniem 31 grudnia 1924 został przeniesiony w stan nieczynny na 12 miesięcy z prawem do uposażenia. W latach 1925–1926 był komendantem Oficerskiej Szkoły Sanitarnej. Z dniem 1 marca 1927 roku został mu udzielony dwumiesięczny urlop z zachowaniem uposażenia, a z dniem 30 kwietnia 1927 roku został przeniesiony w stan spoczynku.
Na emeryturze zajmował przez kilka lat stanowisko dyrektora uzdrowiska Jurata na Helu. Od roku 1935 mieszkał w Wilnie; w czasie okupacji niemieckiej był do roku 1944 lekarzem gminnym na wsi koło Smorgoni, a następnie lekarzem fabrycznym w niemieckiej firmie Biedermana w Łodzi.
Po zakończeniu II wojny światowej został skierowany do Łodzi, gdzie już w styczniu 1945 roku rozpoczęto – z jego aktywnym udziałem – starania o organizację Uniwersytetu Medycznego. W końcu miesiąca odbyło się spotkanie w łódzkim hotelu Grand, w którym uczestniczył m.in. prof. Wincenty Tomaszewicz – intensywnie zabiegający przed wojną o utworzenie w tym mieście uczelni medycznej.
W sierpniu 1945 roku zostały otwarte trzy wydziały medyczne:
- lekarski; dziekan – prof. Wincenty Tomaszewicz,
- stomatologiczny; dziekan – prof. Alfred Meissner,
- farmaceutyczny, dziekan – prof. Jan Muszyński.

28 lutego 1949 roku Wydział Stomatologiczny rozwiązano (rozporządzenie Ministra Oświaty) tworząc pierwszy w Polsce Oddział Stomatologiczny, włączony do Wydziału Lekarskiego UŁ. Oddział organizowali: Alfred Meissner (dziekan), Franciszek Zwierzchowski (prodziekan, później dziekan) i Janina Galasińska-Landsbergerowa.
Franciszek Zwierzchowski pisał później: 

Te trzy osoby stanowiły w początkach cały Wydział. Przed tą trójką stały niepomiernie ciężkie zadania – niezwłocznego uruchomienia Wydziału i rozpoczęcia pracy naukowej i dydaktycznej. Uczestnicy nie mieli nic: ani odpowiednich środków, ani lokalu, ani książek, ani narzędzi.

Na Wydziale utworzono:
- Katedrę i Zakład Protetyki Dentystycznej – dr stom. Janina Galasińska-Landsbergerowa,
- Katedrę Ortodoncji – prof. Halina Kondrat-Wodzicka,
- Katedrę Chirurgii Stomatologicznej – prof. dr med. Alfred Meissner,
- Katedrę Stomatologii Zachowawczej – prof. dr med. i stom. Franciszek Zwierzchowski.

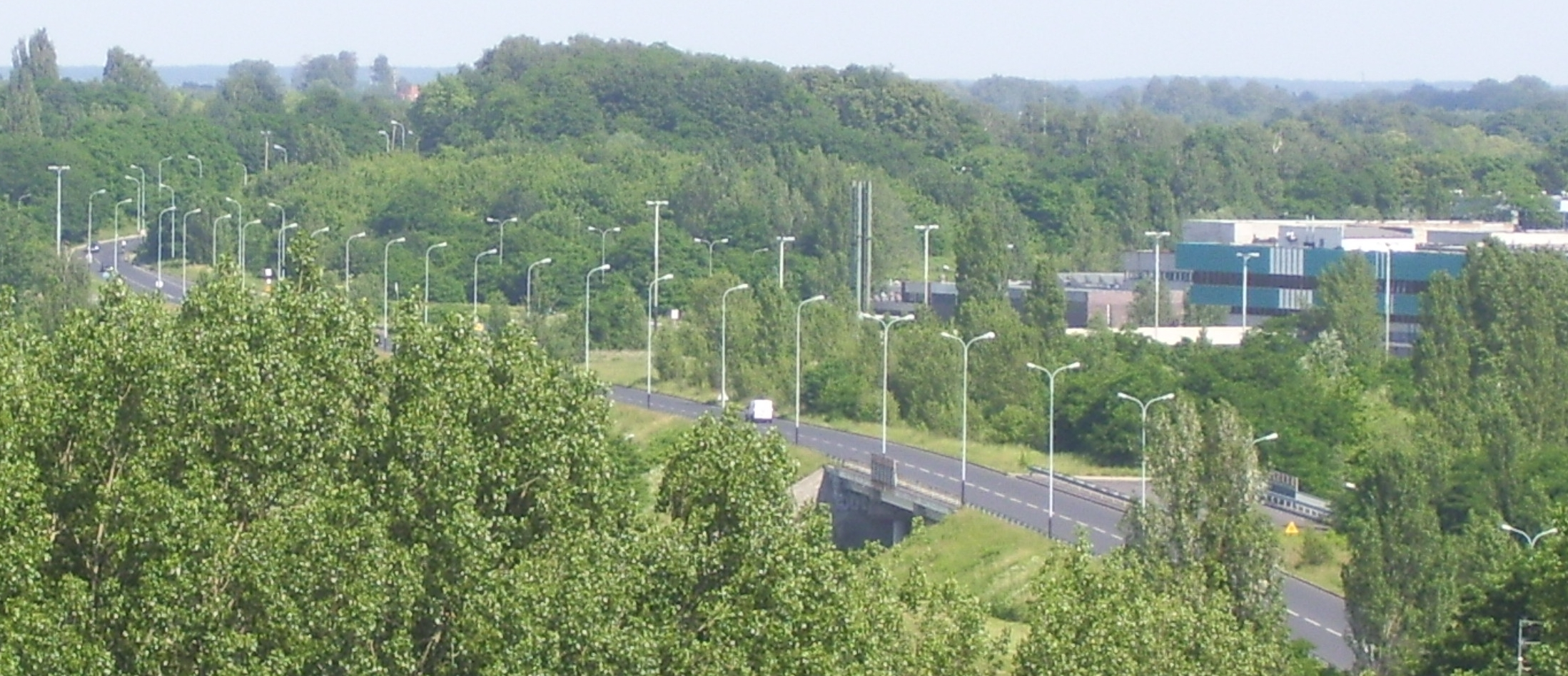
Ulica Pomorska w Łodzi w roku 2007, w tle Centrum Kliniczno-Dydaktyczne Uniwersytetu Medycznego

W pierwszym roku działalności na I rok studiów przyjęto ok. 600 studentów oraz dodatkową grupę na tzw. rok wstępny (kurs przygotowawczy, wyrównanie spowodowanych wojną braków przygotowania kandydatów); wymagało to wielu starań o pozyskanie lokali i wyposażenie pracowni. Początkowo wykłady odbywały się w salach kin: Polonia, Gdynia, Włókniarz, Bałtyk oraz w łódzkich szpitalach i w siedzibie PZH przy ul. Wodnej. Zajęcia odbywały się również w świetlicy fabryki przy ul. Dowborczyków (wówczas – ul. PKWN); Kliniki Chirurgii Stomatologicznej zorganizowano w lokalu przy ul. Przybyszewskiego (wówczas – ul. Napiórkowskiego 10), a Katedrę Dentystyki Zachowawczej – w pomieszczeniach przy ul. Narutowicza 77. W roku 1948 władze Łodzi przekazały Wydziałowi Stomatologicznemu pofabrykancki pałac przy ul. Pomorskiej (wówczas – ul. Nowotki), gdzie przeniesiono wszystkie katedry i kliniki. Z Wydziałem Stomatologicznym był związany do końca życia, od roku 1946 jako profesor zwyczajny, a w latach 1947–1949 jako dziekan. Zmarł 24 grudnia 1949 roku. Został pochowany na Cmentarzu Powązkowskim w Warszawie (kwatera F/G-4-19,20,21).  

## Ordery i odznaczenia
- Krzyż Komandorski Orderu Odrodzenia Polski (2 maja 1922)[15][16]
- Krzyż Oficerski Orderu Legii Honorowej (Francja, zezwolenie Naczelnika Państwa w 1922)[17]
- Krzyż Komandorski z Gwiazdą Orderu Gwiazdy Rumunii
- Krzyż Komandorski Orderu Orła Białego (Jugosławia, 1925)
- Medal Wojskowy (Francja)[18]